# Crabioules Oriental
El Crabioules Oriental o pic Oriental de Crabioules, anomenat també simplement Crabioules, és una muntanya de 3.116 m d'altitud, amb una prominència de 132 m, que es troba al massís de Perdiguero, entre la província d'Osca (Aragó) i el departament de l'Alta Garona (França).

## Primeres ascencions
- 1a ascensió: 1852, T. Lézat i altres.
- Cara sud: 1880, R. de Monts i C. Passet
- Cara nord: 1929, J. Arlaud i Ch. Laffont.
- Cara nord-est: 1967 Y. Darcour, F. Renault i Ph. Sol.